# Abbey Stadium
Abbey Stadium, chiamato per motivi di sponsor R Costings Abbey Stadium, è uno Stadio di Calcio. Si trova a Cambridge, in Inghilterra, ed ospita le partite in casa del Cambridge United F.C.. È stato aperto il 31 agosto 1932 ed ha una capacità di 9 617 posti.
Il record di spettatori è stato registrato il 1º maggio 1970 contro il Chelsea. C'erano 14 000 persone ad assistere la partita.